# Ma Sisi
Ma Sisi (ur. 26 czerwca 1988) – chińska judoczka.
Piąta na mistrzostwach świata w 2015; uczestniczka zawodów w 2017. Startowała w Pucharze Świata w 2014 i 2016. Złota medalistka igrzysk azjatyckich w 2014 roku.